# جيك أوكونيل
جيك أوكونيل (بالإنجليزية: Jake O'Connell)‏ هو لاعب كرة قدم أمريكية أمريكي، ولد في 6 نوفمبر 1985 في نيبلز في الولايات المتحدة.

## وصلات خارجية
- جيك أوكونيل على موقع مرجع كرة القدم المحترفة.كوم (الإنجليزية)